# Ходосівське городище
Мале і Велике Ходосівське городище розташовані неподалік села Ходосівка Обухівського району.
Також неподалік існувало втрачене назавжди городище, де зараз побудовано котеджне містечко «Маєток».

## Мале Ходосівське городище
Мале (або «Кругле») Ходосівське городище розташоване на високому пагорбі-останці, має розмір 60×140 м і площу 0,8 га. Датоване V століттям до н. е. Поселення — VIII—VII століть до н. е. Це одне з цілої низки поселень-городищ, на ділянці від сіл Круглика, Кременища і до Ходосівки у межах Змієвих валів.
Мале Ходосівське поселення відрізняється від Великого порівняно недовгим відрізком часу свого існування. Саме як поселення — VII—VIII століття до н. е., і як городище V століття до н. е. Воно, імовірно, зникло під час сарматської навали.

## Велике Ходосівське городище
Велике Ходосівське городище (городище Круглик) — це одне з трьох городищ-гігантів лісостепу України, пам'ятка археології національного значення. Належить до ранньої залізної доби. Його вал має вигляд підкови розмірами 4,5*3,0 км, довжину 10-12 км та висоту до 8 м. У деяких місцях під ним ще видно рів, що заплив землею. Площа, оточена валом — близько 1-2 тисяч га. В часи  Київської Русі вал городища був вбудований у систему останнього рубежа оборони перед Києвом.
Різниця між поселенням і городищем в тому, що спочатку виникає поселення (скотарів, хліборобів тощо), а потім воно трансформується у городище, тобто укріплене поселення, із своєю адміністрацією, і цілком можливо гарнізоном.
У 2008 році на південну частину оборонного валу (понад 13 га) незаконно оформлено право приватної власності. За позовом Офісу Генерального прокурора ці землі повернуто державі в 2023 році.

## Галерея

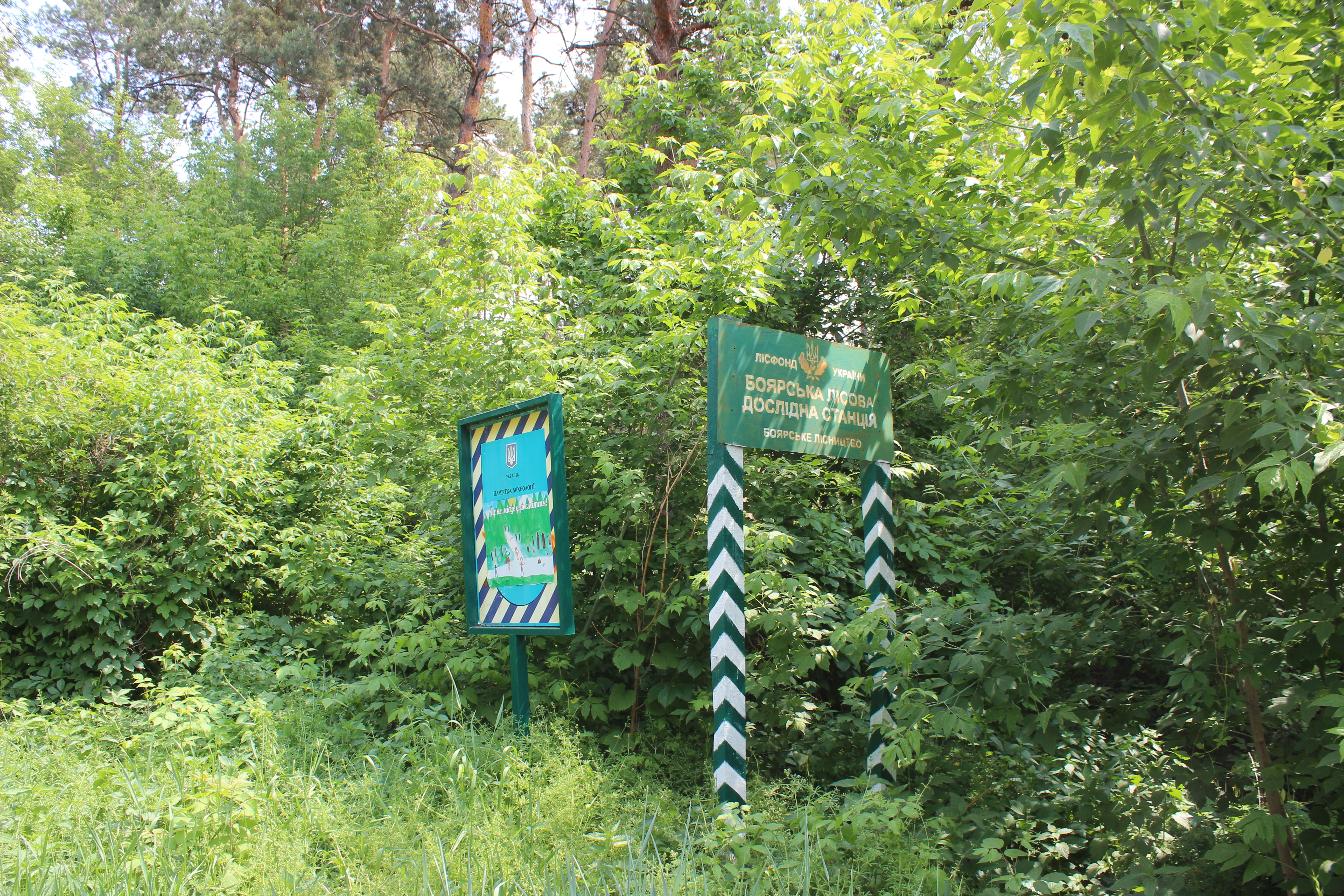
Таблички
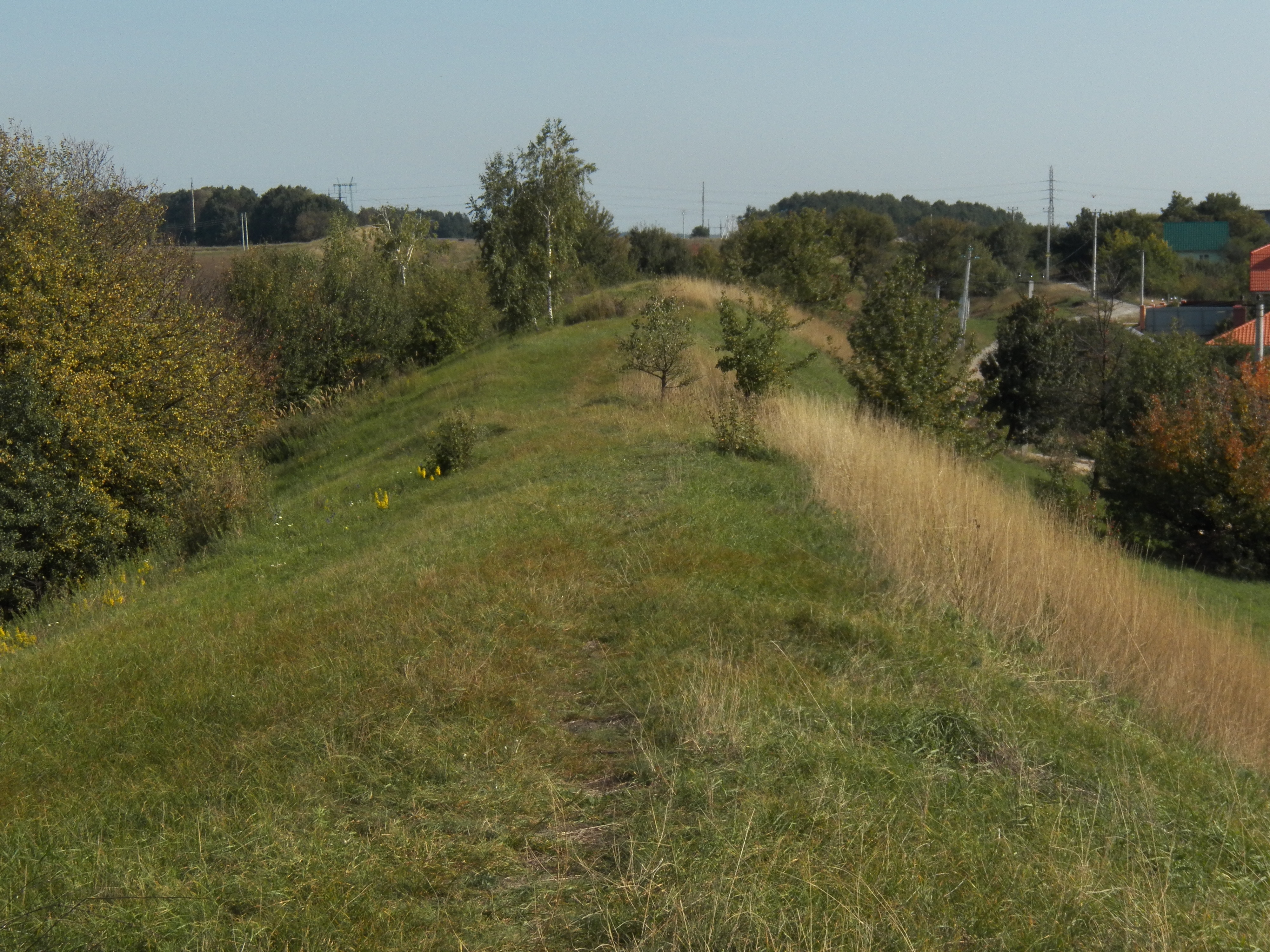
Вал
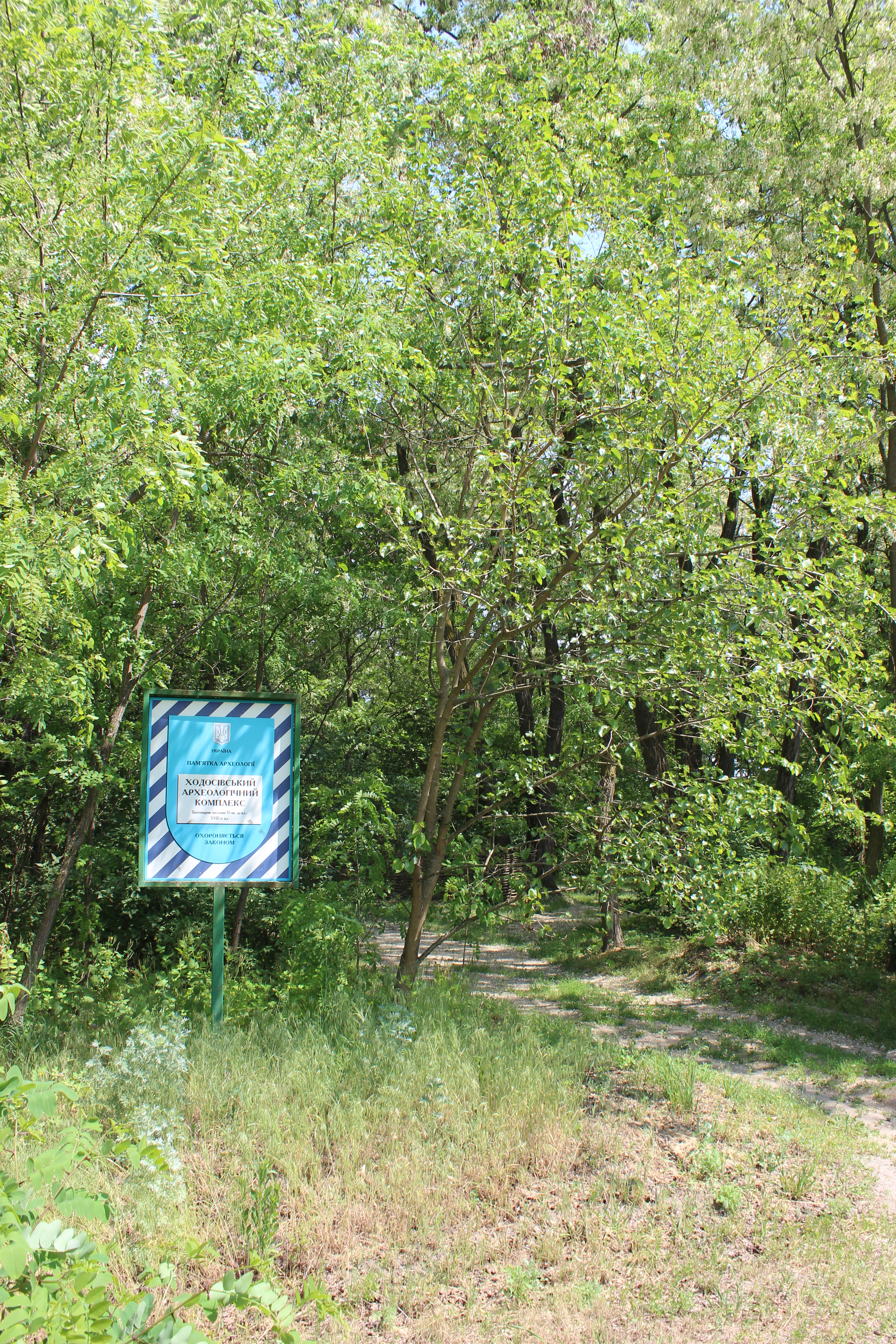
Табличка
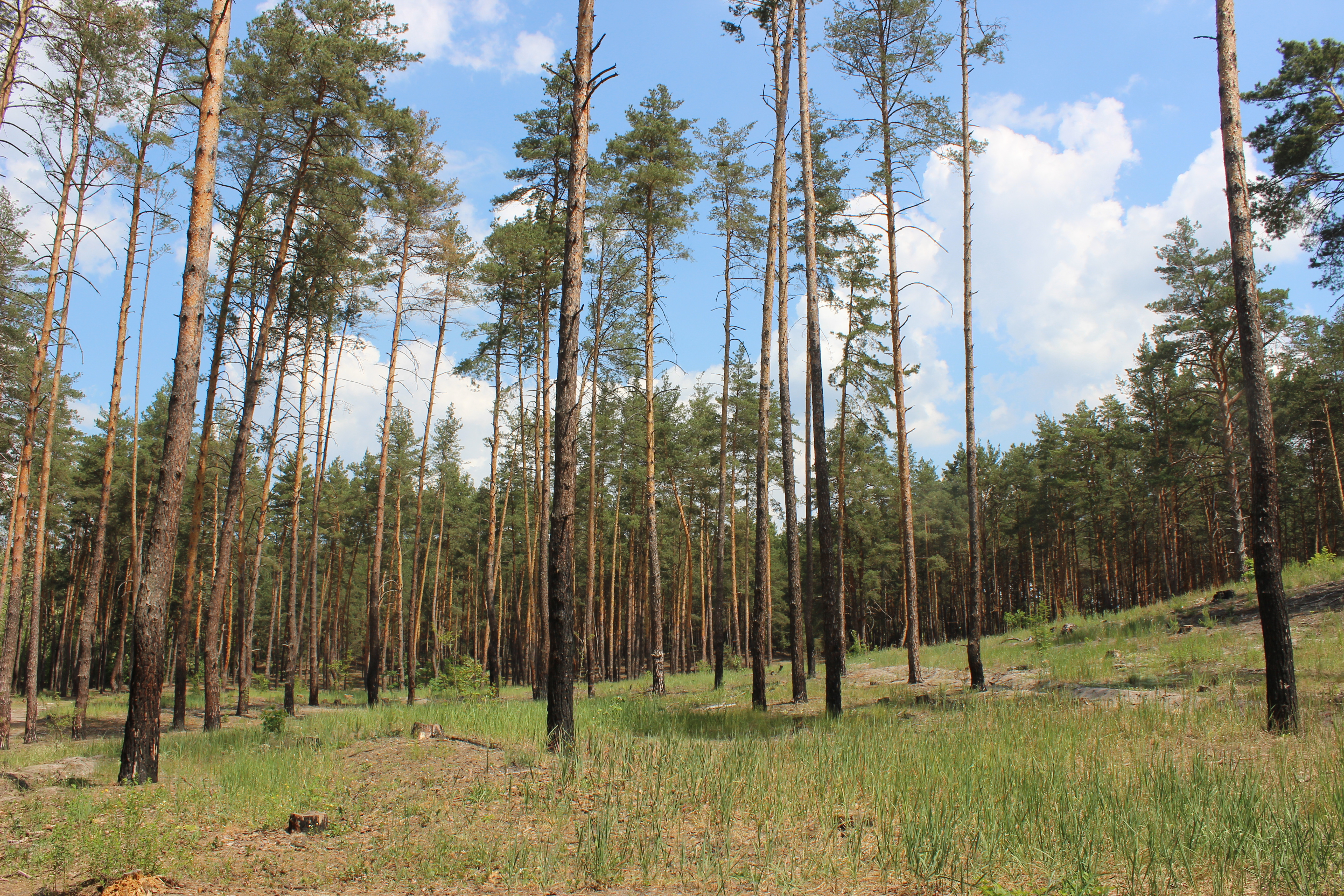
На території городища
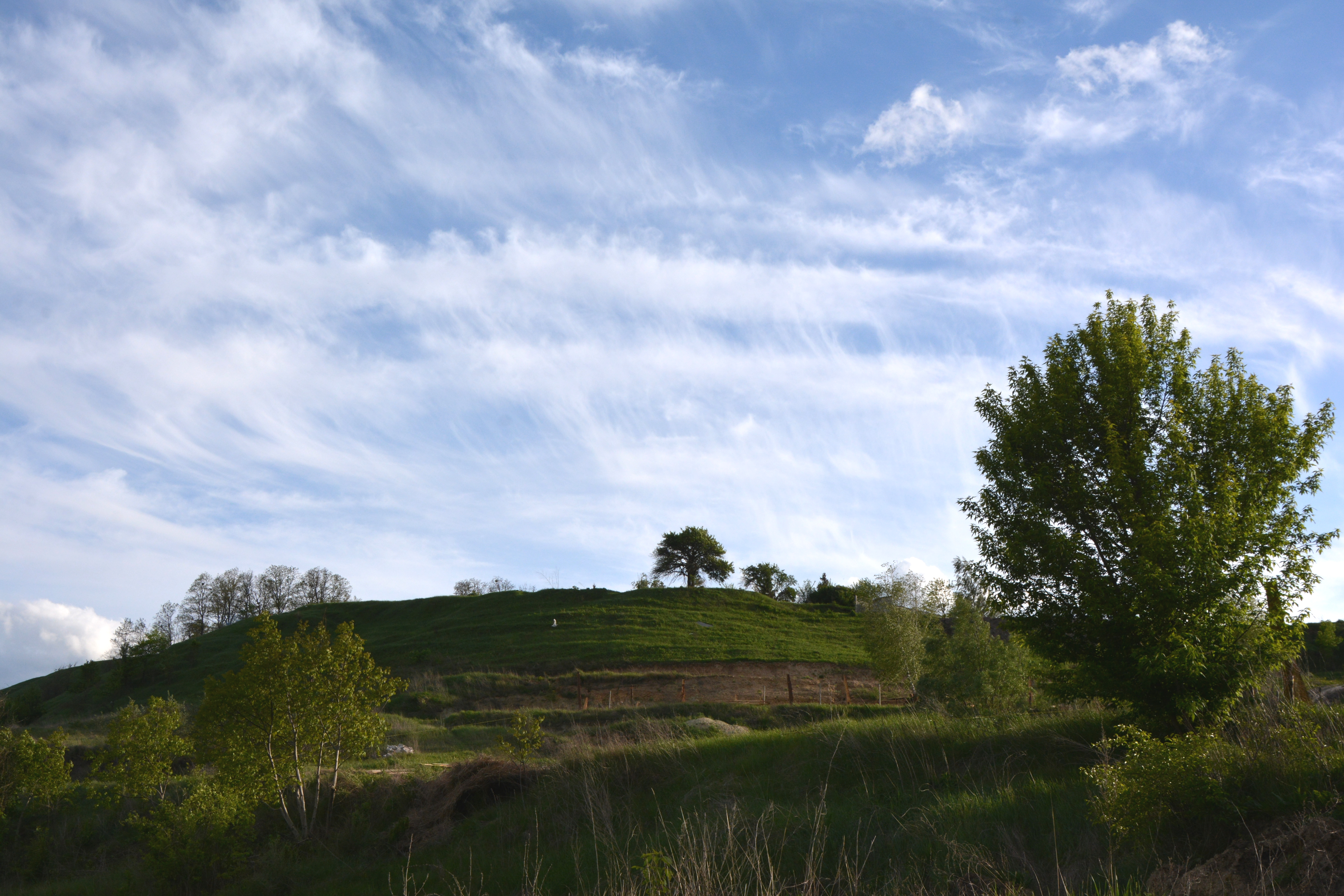